# Шимко, Тамара Ивановна
Тамара Ивановна Шимко (1928—2017) — советская и белорусская оперная певица (лирическое сопрано) и педагог, Заслуженная артистка Белорусской ССР (1954), Народная артистка Белорусской ССР (1963).

## Биография
Родилась 28 апреля 1928 года в Минске, её отец — Иван Ефимович Шимко после Великой Отечественной войны был секретарем Кагановичского (позже Октябрьского) райкома партии. В 1941 году семья была эвакуирована в город Соль-Илецк Чкаловской (ныне Оренбургской) области. Отец принимал участи в войне, мать Ядвига Иосифовна — работала в военном госпитале. После освобождения Минска семья вернулась в столицу Белоруссии.
В 1952 году окончила Белорусскую консерваторию (ныне Белорусская государственная академия музыки), училась у Ольги Николаевны Нестеренко. С этого же года — солистка Белорусского театра оперы и балета (ныне Большой театр Беларуси). Оперную подготовку проходила у известных концертмейстера — Семена Толкачева и оперного режиссёра — Владимира Шахрая. В 1963 году, как стипендиат ЮНЕСКО, стажировалась в миланском театре «Ла Скала». В 1964 году Тамара Шимкоона блестяще проявила себя во время гастролей оперного театра Белорусской ССР в Москве. Выступала в Польше, Румынии, Болгарии, ФРГ, ГДР, Чехословакии, Франции, Бельгии.
Наряду с творческой работой занималась общественной деятельностью. Являлась депутатом Верховного Совета Белорусской ССР 9-го созыва, была членом Советского комитета защиты мира (с 1980 года).
В 1984 году певица рассталась со сценой и перешла на педагогическую работу. До 2005 года она являлась доцентом кафедры вокала и теории музыки Белорусского педагогического университета, где читала лекции.
Была замужем за Викентием Бруй-Шуляком, обвинённого во время сталинских репрессий в коллаборационизме, ставшего солистом Государственного театра оперы и балета БССР и удостоеного звания заслуженного артиста Белорусской республики. У них в 1948 году родилась дочь Галина, в 1968 году — сын Вячеслав.
Умерла 9 октября 2017 года в Минске.
В 1978 году о певице был создан документальный фильм «Народная артистка Шимко».